# Beni Oulbane
Beni Oulbane (em árabe: بنى ولبان) é uma comuna localizada na província de Skikda, Argélia. De acordo com o censo de 2008, a população total da cidade era de 25 074 habitantes.